# Хаслер, Даниель
Дание́ль Ха́слер (нем. Daniel Hasler; 18 мая 1974, Гамприн) — лихтенштейнский футболист. Четвёртый игрок по количеству проведённых матчей за сборную Лихтенштейна. Трижды признавался футболистом года в Лихтенштейне. Сейчас — тренер.

## Карьера

### В клубах
С 1983 года Даниель занимался футболом при клубе «Руггелль», в 1987 году продолжил занятия в «Вадуце». С 1992 года выступал за этот клуб на взрослом уровне в третьей по силе лиге Швейцарии, при этом завоевал пять Кубков Лихтенштейна (1994/95, 1995/96, 1997/98, 1998/99, 1999/00). Перед сезоном 2000/01 перешёл в швейцарский «Виль», с которым в следующем сезоне вышел в элитный дивизион, где команда финишировала на четвёртом месте.
С сезона 2003/04 Хаслер вернулся в «Вадуц», с которым провёл ещё пять сезонов в Челлендж-лиге, выиграл ещё пять Кубков Лихтенштейна (2003/04, 2004/05, 2005/06, 2006/07, 2007/08) а после выхода клуба по итогам сезона 2007/08 в Суперлигу завершил карьеру.

### В сборной
С 1993 года Хаслер выступал за сборную Лихтенштейна в отборочных турнирах к чемпионатам мира и Европы, но ни разу его команда не пробилась туда. 20 апреля 1994 года в Белфасте отметился голом в ворота Северной Ирландии в рамках отборочного турнира к Евро-1996, установив тем самым окончательный счёт (1:4 в пользу хозяев). Был капитаном и одним из пенальтистов команды. За сборную играл вплоть до завершения собственной карьеры в 2008 году.

## Вне поля
Увлекается теннисом и автогонками, любит ничего не делать.

## Достижения

### Командные
Как игрока «Вадуца»:
- Челлендж-лига:
  - Победитель: 2007/08 (выход в Суперлигу)
- Кубок Лихтенштейна:
  - Победитель: 1994/95, 1995/96, 1997/98, 1998/99, 1999/2000, 2003/04, 2004/05, 2005/06, 2006/07, 2007/08
  - Финалист: 1996/97

Как игрока «Виля»:
- Национальная лига B:
  - Победитель: 2001/02 (выход в Национальную лигу A)

### Личные
- Футболист года в Лихтенштейне: 1996/97, 2000/01, 2002/03